# Яньхэ-Туцзяский автономный уезд
Яньхэ-Туцзяский автономный уезд (кит. упр. 沿河土家族自治县, пиньинь Yánhé Tǔjiāzú zìzhìxiàn) — автономный уезд городского округа Тунжэнь провинции Гуйчжоу (КНР).

## История
В 1913 году был создан уезд Яньхэ (沿河县).
После вхождения этих мест в состав КНР в конце 1949 года был создан Специальный район Тунжэнь (铜仁专区), и уезд вошёл в его состав.
В 1970 году Специальный район Тунжэнь был переименован в Округ Тунжэнь (铜仁地区).
Постановлением Госсовета КНР от 7 октября 1986 года уезд Яньхэ был преобразован в Яньхэ-Туцзяский автономный уезд.
Постановлением Госсовета КНР от 22 октября 2011 года округ Тунжэнь был преобразован в городской округ.

## Административное деление
Автономный уезд делится на 3 уличных комитета, 17 посёлков и 2 волости.